# Helen Oyeyemi
Helen Olajumoke Oyeyemi (Ibadan, 10 dicembre 1984) è una scrittrice britannica.
Ha scritto il suo primo romanzo La bambina Icaro nel 2005, mentre era ancora studentessa delle scuole superiori. In seguito si laureò in scienze politiche a Cambridge, dove furono rappresentate e in seguito pubblicate due sue opere teatrali Juniper's Whitening e Victimese.
Nel 2007 pubblicò con la casa editrice Bloomsbury il suo secondo romanzo The Opposite House, ispirato alla mitologia e cultura cubana.
Nel 2009 Oyeyemi è stata inserita nella lista "25 under 25" da parte della rivista Venus Zine.
Il suo terzo romanzo White is for Witching è stato pubblicato nel 2009 dalla casa editrice Picador. È stato descritto dalla critica come "radicato in Henry James ed Edgar Allan Poe 
Nel 2009 è stata finalista al Premio Shirley Jackson e nel 2010 ha vinto il premio letterario Somerset Maugham Award.